# Distretto di Magoé
Il distretto di Magoé è un distretto del Mozambico, facente parte della Provincia di Tete.

## Suddivisioni amministrative
Il distretto è suddiviso in tre sottodistretti amministrativi (posti amministrativi):
- Mpheende
- Chinhopo
- Mukumbura